# 영덕우체국
영덕우체국(盈德郵遞局)은 경북지방우정청 소속의 우체국이다. 경상북도 영덕군 영덕읍 덕곡길 90에 있다.

## 연혁
- 1912년 3월 28일: 영덕우편소 개국
- 1950년 1월 12일: 영덕우체국으로 개칭
- 1971년 12월 15일: 사무관국으로 승격
- 1988년 8월 24일: 현청사 개축
- 2002년 1월 14일: 집배광역화를 위해 영덕군 남정면, 지품면, 달산면 우편구역을 고령우체국으로 통합[1]
- 2013년 11월 1일: 영해우체국을 영덕영해우체국으로, 강구우체국을 영덕강구우체국으로, 축산우체국을 영덕축산우체국으로 명칭 변경[2]
- 2014년 1월 1일: 우편구역을 다음과 같이 고시[3]

| 배달국         | 배달구역                                  | 구역번호      |
| -------------- | ----------------------------------------- | ------------- |
| 영덕우체국     | 영덕읍, 강구면 · 남정면 · 달산면 · 지품면 | 36423 ~ 36464 |
| 영덕영해우체국 | 영해면 · 병곡면 · 창수면 · 축산면         | 36400 ~ 36422 |

- 2021년 3월 1일 : 우편구역을 다음과 같이 고시[4]

| 배달국         | 배달구역                                  | 구역번호      |
| -------------- | ----------------------------------------- | ------------- |
| 영덕우체국     | 영덕읍, 강구면 · 남정면 · 달산면 · 지품면 | 36423 ~ 36464 |
| 영덕영해우체국 | 영해면 · 병곡면 · 창수면 · 축산면         | 36400 ~ 36422 |

## 관할 우체국
| 우체국명       | 사진 | 주소                                   | 비고                                     |
| -------------- | ---- | -------------------------------------- | ---------------------------------------- |
| 영덕강구우체국 |      | 경상북도 영덕군 강구면 강구대게길 23   | 2013년 11월 1일 강구우체국에서 명칭 변경 |
| 영덕남정우체국 |      | 경상북도 영덕군 남정면 진불길 27       |                                          |
| 영덕달산우체국 |      | 경상북도 영덕군 달산면 팔각산로 1825   |                                          |
| 영덕병곡우체국 |      | 경상북도 영덕군 병곡면 병곡길 40       |                                          |
| 영덕영해우체국 |      | 경상북도 영덕군 영해면 예주시장3길 7   | 2013년 11월 1일 영해우체국에서 명칭 변경 |
| 영덕지품우체국 |      | 경상북도 영덕군 지품면 경동로 7159     |                                          |
| 영덕창수우체국 |      | 경상북도 영덕군 창수면 창수영해로 21   |                                          |
| 영덕축산우체국 |      | 경상북도 영덕군 축산면 영덕대게로 2084 | 2013년 11월 1일 축산우체국에서 명칭 변경 |

## 조직
- 우편물류과
  - 집배실
- 경영지도실
- 영업과
- 당직실